# Ґеорґ Новка
Ґеорґ Новка (нім. Georg Nowka, 7 листопада 1910 — ) — німецький яхтсмен.
Бронзовий призер Олімпійських Ігор 1952 року в класі Дракон.